# Доля, Сергей Сергеевич
Серге́й Серге́евич До́ля (род. 13 ноября 1973, Харьков) — российский телеведущий, журналист, путешественник, бывший генеральный директор компании Soundline (дистрибьютор электронных аксессуаров, компания продана холдингу «Связной»); блогер-фотолюбитель — автор блога в «Живом Журнале» под названием «Страница виртуальных путешественников».

## Биография
Родился 13 ноября 1973 года в Харькове. Когда Доле исполнился 1 год, родители переехали в подмосковную Дубну, где прошло его детство.
Окончил школу и, не поступив в институт, год проработал слесарем механо-сборочных работ. Затем окончил Тверской государственный университет.

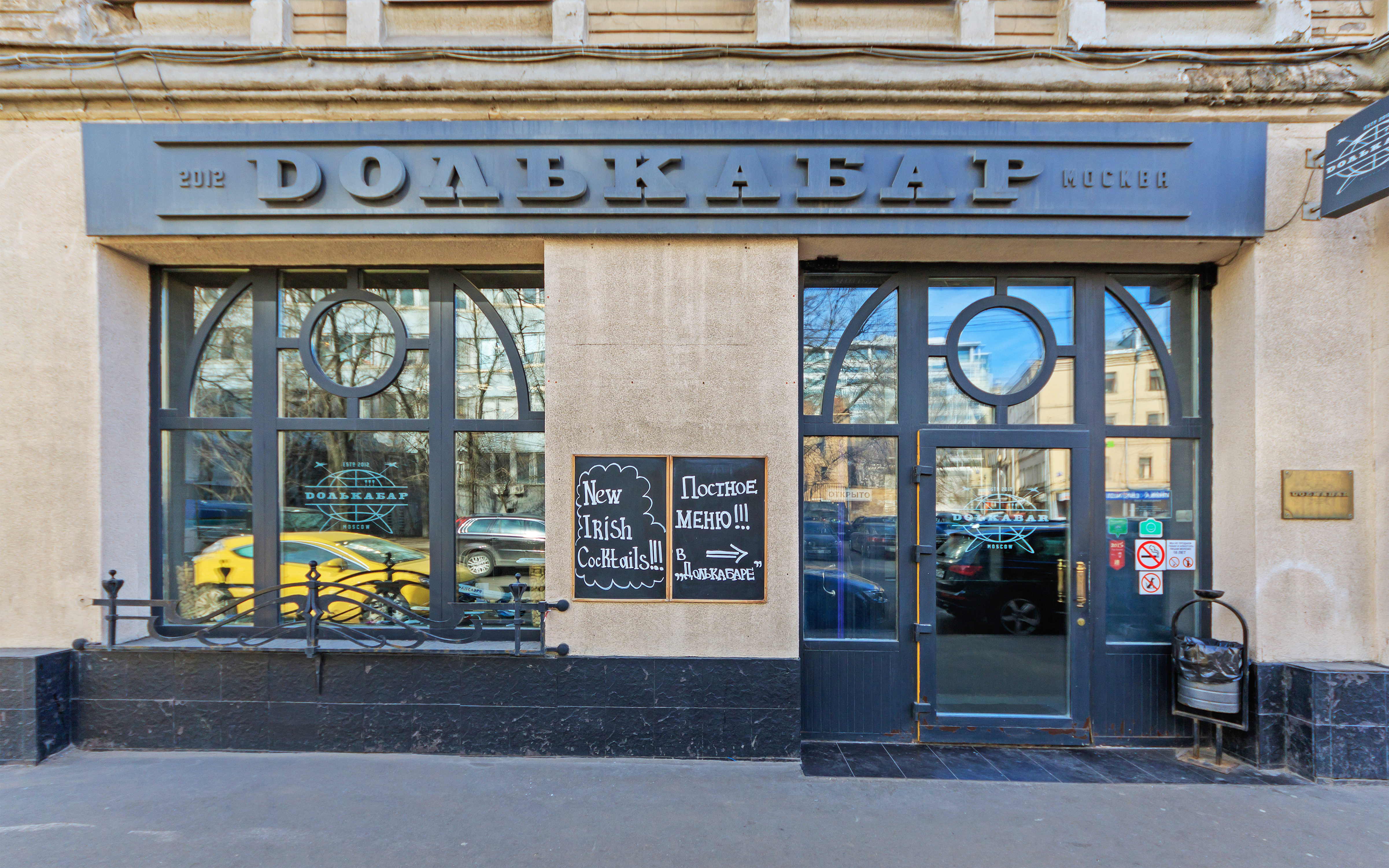
Долькабар в Москве (улица Красина)

7 сентября 2012 года Сергей Доля открыл свой ресторан в Москве с названием Dolkabar (закрылся в 2017 году). В том же году учредил автономную некоммерческую организацию «Меняю мир».
В феврале 2013 года вошёл в состав учредителей и возглавил совет директоров коммуникационного агентства Advertos Media.
Летом 2014 года возглавил экспедиционный проект «Exprussia», целью которого было нарисовать на карте страны огромную надпись «Россия» при помощи GPS-трека. Экспедиция длилась два месяца, и её участники проехали 22 тысяч км.
В марте 2015 года у Доли возникла мерцательная аритмия, в больнице под наркозом остановили сердце и потом запустили заново дефибриллятором. Была рекомендация нормализовать массу тела и за полгода Доля похудел на 40 кг — со 127 до 87 кг.
В декабре 2015 года с группой блогеров отправился покорять перевал Дятлова на снегоходах. В результате переутомления опять появилась мерцательная аритмия и головокружение. С горы Холатчахль семь часов добирались до посёлка Ушма, затем спасатели везли в Ивдель, потом на скорой помощи из Краснотурьинска в Екатеринбург, в Свердловскую областную больницу № 1. Проведя ночь в общей палате, улетел в Москву и провёл там обследование в больнице.

## «Блогер против мусора»
Сергей Доля является идеологом движения (проекта) «Блогер против мусора». Первая акция движения прошла 6 августа 2011 года в 120 городах России. Его проект победил в премии российского Интернета «РОТОР-2011», заняв 1 место в номинации «Мероприятие года». Следующая акция состоялась 8 сентября 2012 года. Последняя акция прошла 14 сентября 2013 года.

## Телевидение
В 2016 году на телеканале «Матч ТВ» вёл игровое шоу «Инспектор ЗОЖ» про здоровый образ жизни.
С 28 января 2019 года по 13 февраля 2024 года Сергей Доля являлся ведущим трэвел-шоу «Невероятно интересные истории» на РЕН ТВ.

## Награды
- 2010 — Премия фотоконкурса дикой природы «Золотая черепаха» в категории «Птицы»[16]
- 2012 — Премия журнала «National Geographic Traveler» в категории «Лучший тревел-блог»[17]
- 2012 — Премия «Моя планета» в категории «Лучший блог о путешествиях»[18]
- 2014 — Премия «Моя планета» в категории «Человек мира»[19]